# Площадь Труда (Екатеринбург)
Пло́щадь Труда́ (прежние названия: Церко́вная, Собо́рная, Екатери́нинская) — старейшая площадь Екатеринбурга в его левобережной части. Примыкает к проспекту Ленина.

## Расположение и благоустройство
Площадь расположена в исторической части города, восточнее Плотинки. С запада ограничена улицей Максима Горького, с востока — улицей Пушкина, с юга — административным зданием (бывший обком КПСС и ВЛКСМ, проспект Ленина, 34), с севера — линией зданий Дома Севастьянова (Дома Союзов, Ленина, 35), Музея камнерезного и ювелирного искусства (горной аптеки, Ленина, 37) и южного выхода сквера Попова (бывшего Нуровского сквера).
В центре площади находится фонтан «Каменный цветок», представляющий собой металлическое сооружение в виде многоступенчатой чаши, напоминающей цветок.

## История
В своём современном виде площадь Труда сформировалась на рубеже 1920-х—1930-х годов. Основная композиция площади заключалась в здании Свердловского облисполкома, комплекс которого был построен на месте старинных каменных усадеб Екатеринбурга. Здание облисполкома замыкает территорию площади. Архитектурный ансамбль бывшего Свердловского облисполкома партии и площади Труда является памятником конструктивизма.
В 1925—1928 годах между улицами Пушкина и Толмачёва возвели 1-й дом горсовета, на первом этаже которого размещался магазин.
С противоположной стороны улицы на углу расположилось здание Главпочтамта (Дом связи). Рядом с Главпочтамтом находится здание бывшей горной аптеки, возведённое в 1820-е годы (архитектор — М. П. Малахов). Далее стоит построенное в 1866 году в квази-готическо-мавританском стиле (архитектор А. И. Падучев) самое изящно-парадное в городе историческое здание-дворец Дом Севастьянова, бывшее зданием Окружного суда, затем Дома профсоюзов.
В самом центре площади был фонтан в виде струй воды, бивших из бетона. В 1962 году был сооружён фонтан «Каменный цветок», который был отлит в артели «Серп и молот» (архитектор — П. Д. Дёминцев). До 1930 года на месте фонтана располагался Екатерининский собор, который был построен в середине XVIII века в стиле барокко и снесён большевиками. В 1998 году на месте снесённого Екатерининского собора была возведена часовня Во Имя Святой Великомученицы Екатерины (архитектор А. В. Долгов).
14 августа 1998 году к 275-летию основания города на Площади Труда был установлен памятник отцам-основателям города В. Н. Татищеву и В. И. де Геннину (архитектор — П. Чусовитин).
10 апреля 2010 г. в Екатеринбурге прошёл митинг в защиту Площади Труда, на месте которой Екатеринбургская епархия планировала воссоздать храм святой Екатерины, для чего предполагалось убрать сквер и фонтан. Позже епархия отказалась от этих планов.

## Транспорт
Мимо площади на всей её протяжённости осуществляется двустороннее автомобильное движение (по проспекту Ленина). Ближайшая к площади остановка общественного транспорта — «Площадь Труда» (на углу проспекта Ленина и улицы Пушкина). В 450 метрах к юго-западу от западной границы площади находится станция 1-й линии Екатеринбургского метрополитена  Площадь 1905 года.

## Галерея

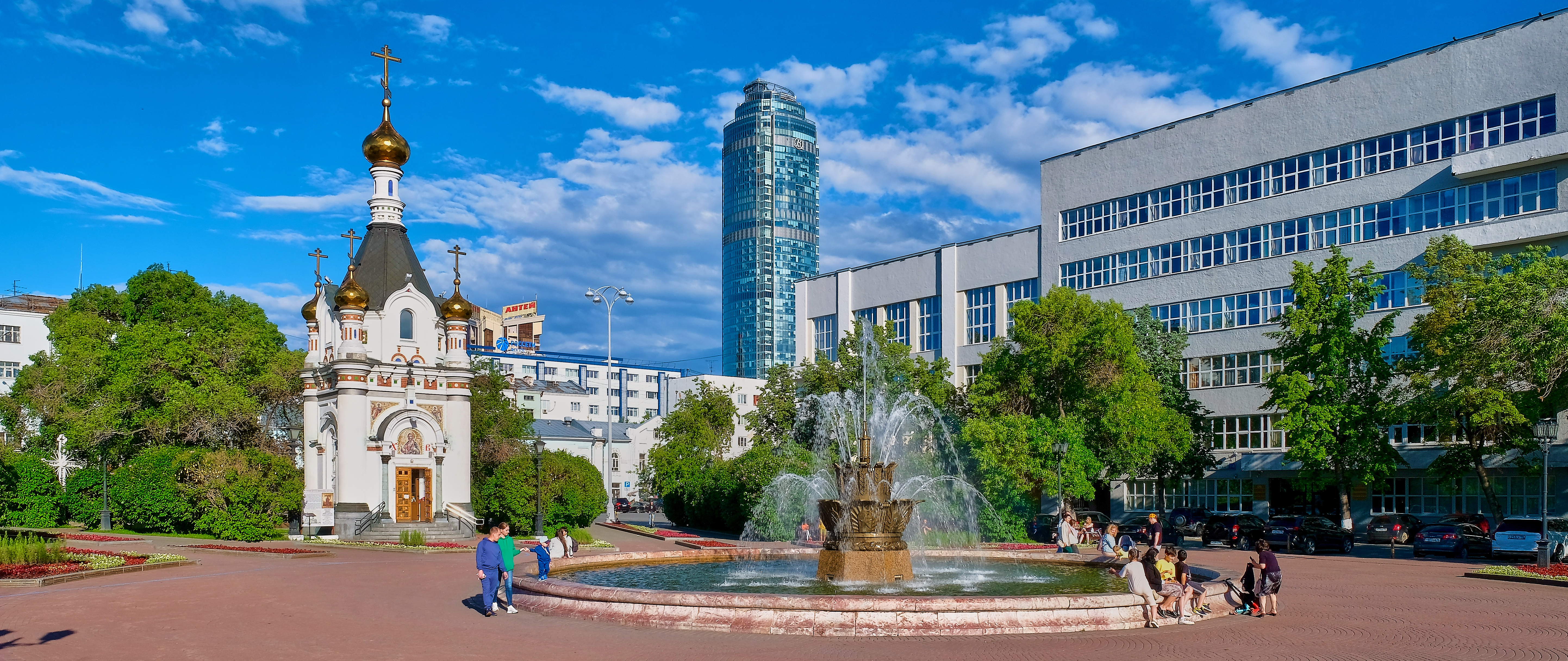
Фонтан «Каменный цветок» в центре площади
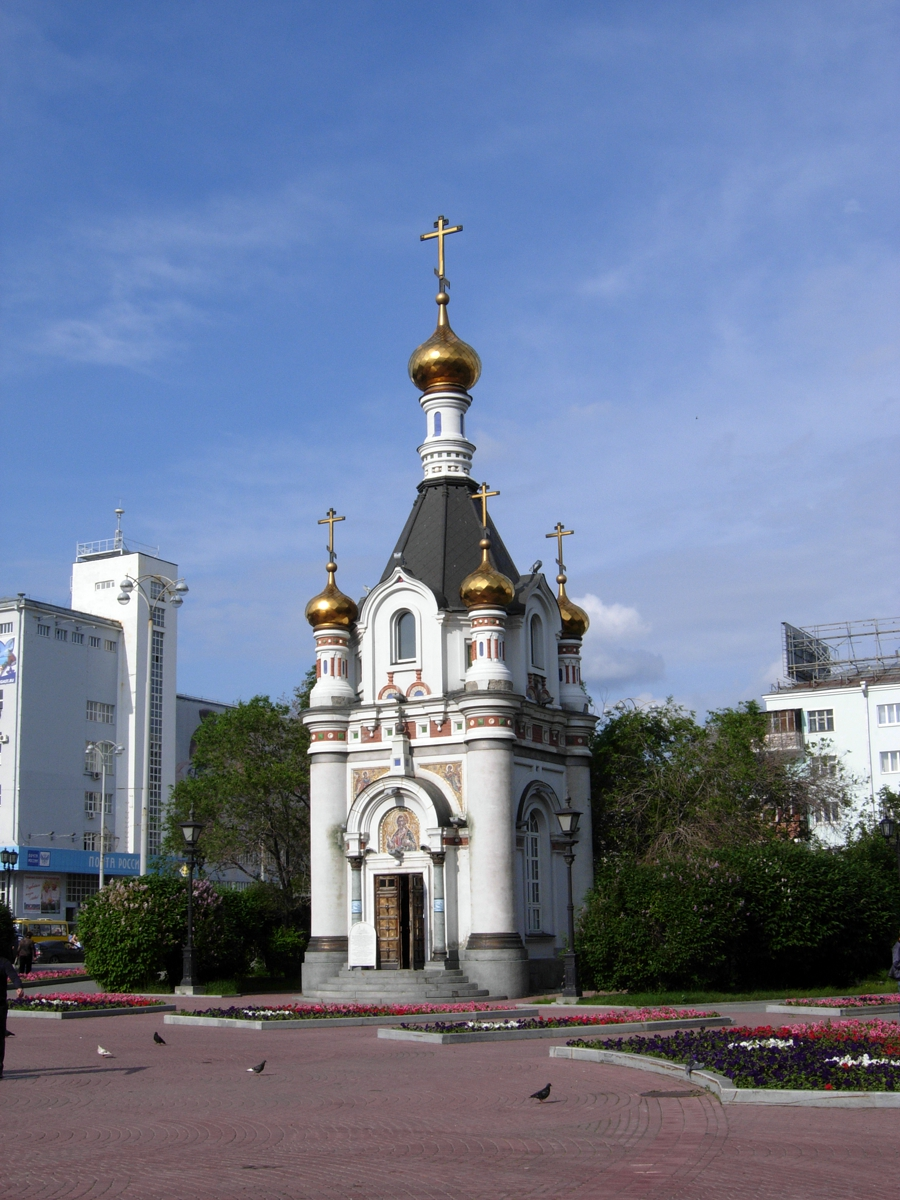
Екатерининская часовня
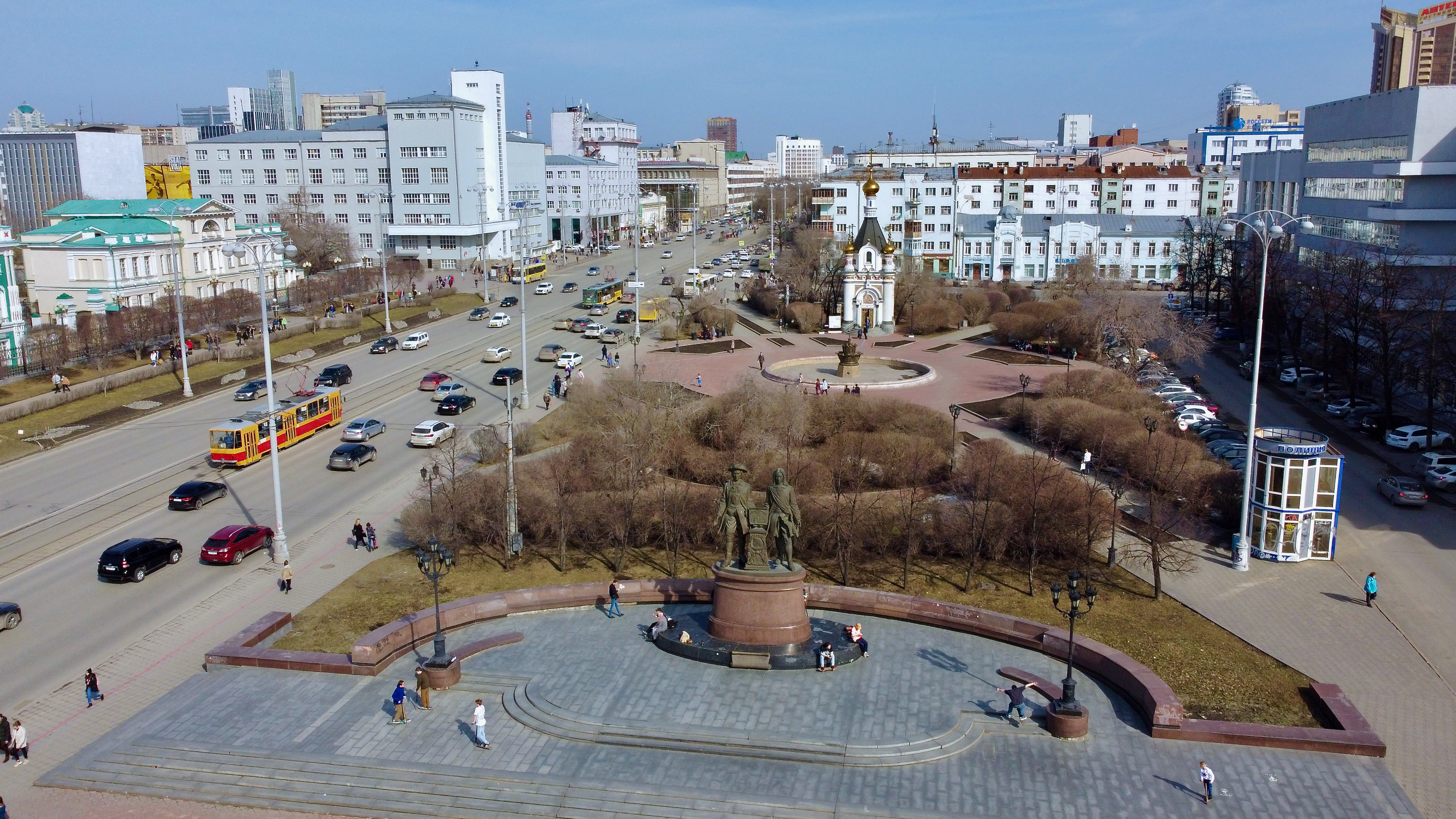
Памятник основателям Екатеринбурга на фоне площади
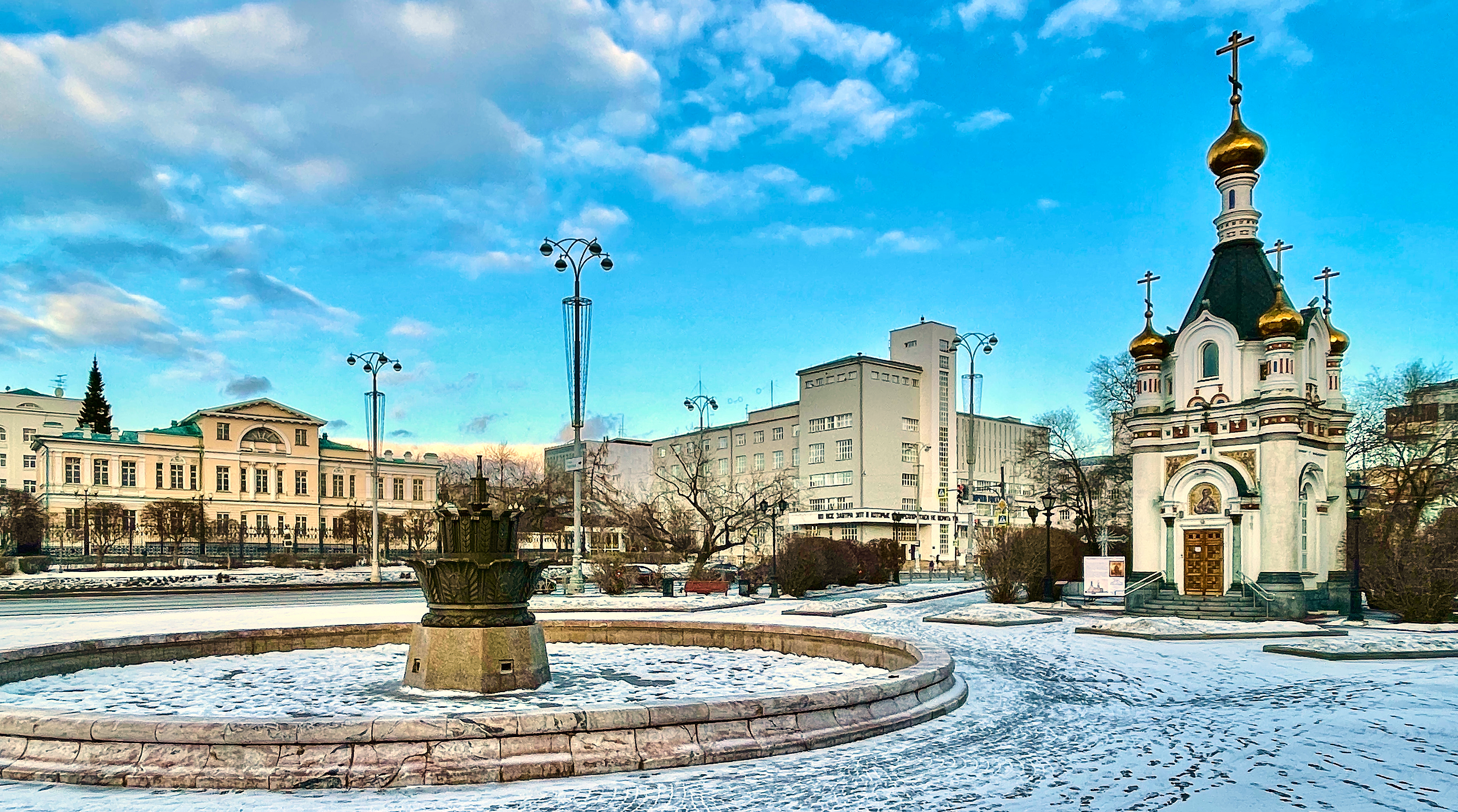
Зимний вид
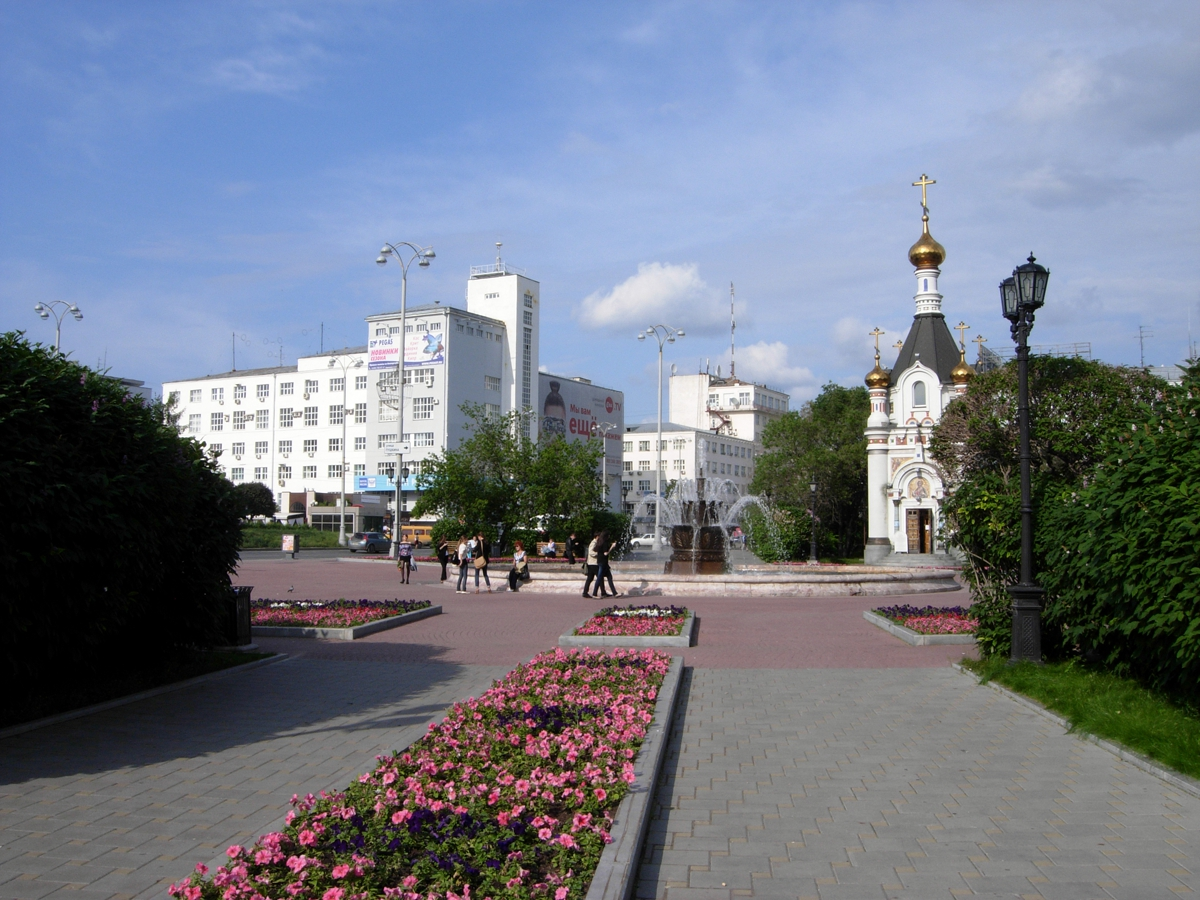
Площадь Труда